# 교덴촌 (야마가타현)
교덴촌(京田村)은 야마가타현 니시타가와군에 있던 촌이다. 현재의 쓰루오카시 중심부의 북서에 해당한다.

## 역사
- 1889년 4월 1일 - 정촌제 시행에 의해 11촌의 구역을 가지고 성립하였다.
- 1955년 4월 1일 - 쓰루오카시에 편입, 동일 교덴촌은 폐지되었다.

## 교통
- 쇼나이 교통
  - 유노하마선

상기 외에 일본국유철도 우에쓰 본선이 촌을 통과했지만 역은 존재하지 않았다.

## 참고문헌
- 角川日本地名大辞典 6 山形県